# Groupe Islamique Armé
De Groupe Islamique Armé (GIA, nl: Gewapende Islamitische Groep) (Arabisch: لجماعة الإسلامية المسلّحة , al-Jama'ah al-Islamiyah al-Musallaha) is een Algerijnse moslimfundamentalistische of islamistische terreurorganisatie.

## Oorsprong
De GIA heeft haar wortels in het jaar 1992. In november 1991 annuleerde het militaire Algerijnse regime de verkiezingen omdat het ernaar uitzag dat de islamitische partij Front Islamique du Salut (FIS) de verkiezingen zou winnen. In maart 1992 werd de FIS verboden. Na het verbod van het FIS vormden zich al snel militante islamitische organisaties die de wapens opnamen tegen de regering, een van die organisaties was de GIA. De GIA, die niet gelieerd was aan de FIS, groeide al snel uit tot de grootste terreurorganisatie in Algerije. De GIA verklaarde het seculiere regime in Algerije omver te zullen werpen teneinde een Islamitische staat te vestigen conform de Sharia. Een groot aantal leden van het eerste uur waren veteranen die hadden meegevochten in Afghanistan. Daar vochten ze als moedjahedien tegen het Rode Leger van 1979 tot 1989. Uit Afghanistan namen ze de strijdlust mee en het idee dat een seculier regime in strijd is met de Islam.
In eerste instantie richtte de GIA zich op mensen die een band hadden met het heersende regime, maar al snel werd de actieradius van de GIA verbreed: journalisten, buitenlanders, publieke figuren, ambtenaren en ten slotte ook burgers. Het annuleren van de verkiezingen in november 1991 leidde tot de Algerijnse Burgeroorlog, die duurde tot 2002. In de periode van 1992 tot 1998 kwamen meer dan 100.000 mensen om het leven, ongeveer 70.000 van deze slachtoffers zijn vermoord door de GIA.
Tot 1995 was de GIA alleen in Algerije actief, maar in 1995 verklaarde de GIA de heilige oorlog aan alle tegenstanders van de Islam, sindsdien is de GIA ook in Europa aanwezig.

## Werkwijze
De GIA is berucht vanwege haar bloederige en gewelddadige werkwijze. De terroristen van de GIA waren genadeloos, vooral de leden van de "Vleugel van de dood". De GIA maakte gebruik van allerlei wapens: vuurwapens, steek- en slagwapens en explosieven zoals autobommen. Gedurende de Algerijnse Burgeroorlog moordde de GIA hele dorpen uit, meestal in afgelegen gebieden zodat ze weg konden komen. De slachtoffers werd de keel doorgesneden of ze werden onthoofd. De GIA verachtte vrouwen die niet strikt conform de regels van de Koran leefden, deze vrouwen beschouwden zij als afvallig en ze mochten vrijelijk verkracht en gedood worden. Ook kinderen waren het slachtoffers van de GIA, ze werden vermoord of ontvoerd. Regelmatig zette de GIA hinderlagen op waarbij burgers genadeloos werden afgeslacht.
Interne conflicten binnen de GIA hebben tot bloedige afrekeningen tussen haar leden geleid. De onduidelijke structuur van de GIA en de verspreiding van de strijders over heel Algerije maakte haar moeilijk te lokaliseren. De Algerijnse geheime dienst wist de GIA te infiltreren.

## Aanslagen
Geleid door een Emir Abou Abd Ahmed (of Mourad Si Ahmed, beter bekend als “ Djafaar al-Afghani”) opereerde de groep in 1993 en 1994 in Algiers en omgeving. Vanaf december 1993 was de GIA verantwoordelijk voor veel bloedige moordpartijen gericht tegen buitenlanders gevestigd in Algerije, geschat wordt dat de GIA in Algerije zo'n 120 buitenlanders vermoordde. Later richtte de GIA zich ook tegen Algerijnse burgers, zo vonden er in 1997 en 1998 massaslachtingen plaats in de dorpen Sidi-Hamed en Relizane. Tijdens deze moordpartijen vielen minimaal 1.400 doden.
Bekend zijn ook de aanslag tegen Franse diplomaten in de omgeving d’Ain Allah in augustus 1994 en de kaping van een Airbus van Air France op 26 en 27 december 1994. De GIA wilde de Airbus neer laten storten in Parijs; dit is door de Franse politie verhinderd tijdens een tussenstop in Marseille.

## Buitenlandse activiteiten
In het buitenland is de GIA geïnfiltreerd in Frankrijk, België, Groot-Brittannië, Italië en Zweden.
In 1995-1996 hebben netwerken van de GIA een reeks aanslagen met bommen in Frankrijk gepleegd. Er werden twee aanslagen op een
metrostation gepleegd, één aanslag bij de Arc de Triomphe en één aanslag op een joodse school in Lyon. De forensische analyse van een bom waarvan het mechanisme niet afging, leidde naar Khaled Kelkal. Kelkal kwam om bij een vuurgevecht op 29 september 1995.
In 1998, vlak voor het wereldkampioenschap voetbal, lanceerde Frankrijk in samenwerking met andere Europese landen een preventieve actie tegen de GIA. Ongeveer 100 verdachten werden aangehouden in heel Europa. In België heeft de politie wapens, ontstekingsmechanismen en valse papieren in beslag genomen. Op 11 juni 1999 kondigde de GIA de jihad in Frankrijk aan met een ingezonden dreigbrief in een krant.
De GIA maakte gebruik van een eigen informatieblad: Usraat al-Ansaar. Usraat al-Ansaar (Stem van de helpers) werd uitgegeven in Londen door islamitische militanten, het blad werd gezien als spreekbuis van de GIA. De GIA rekruteert nog steeds nieuwe terroristen in Algerije en Europa, de GIA richt zich daarbij vooral op kleine criminelen en andere lieden die niet goed meekomen in de maatschappij.

## GIA in de 21ste eeuw
De GIA is door haar wrede optreden niet populair in Algerije. Geschat wordt dat de organisatie in haar land van herkomst nog zo'n 100 actieve leden heeft, dat is een gering aantal gezien het feit dat zich in de beginjaren zo'n 500 nieuwe leden per week aansloten bij de organisatie. Eind jaren 90 nam de Algerijnse regering een groot aantal contraterrorisme maatregelen, hierdoor nam de omvang van de groep sterk af en er werden belangrijke leiders gearresteerd. De laatste aanslag van de GIA vond plaats in 2001, hoewel anderen 2005 als laatste datum noemen. In 2004 arresteerde de Algerijnse politie nog 400 GIA-leden, waaronder topmensen. Vermoed wordt dat voormalige GIA-strijders zich hebben aangesloten bij Al Qaida of een van de zusterorganisaties van Al Qaida zoals Al Qaida in de Islamitische Maghreb (AQIM). Niet alle deskundigen zijn het hier over eens, volgens sommigen zou Osama bin Laden afstand hebben genomen van de GIA, waarmee steun van Al Qaida niet erg waarschijnlijk lijkt.
Eén aftakking van de GIA is nog actief, dit is de Groupe Salafiste pour la Prédication et le Combat (GSPC) (Salafisten Groep voor prediking en gevecht). De GSPC is vooral actief in de periferie van de Kabylië, een bergachtig gebied in het noorden van Algerije. De GSPC splitste zich in 1998 af van de GIA omdat het zich niet kon vinden in de massamoorden op de burgerbevolking, de GSPC concentreerde zich op de gewapende strijd tegen het leger en de politie. In 2003 waren er geruchten dat ook het GSPC zich aan moord op de burgerbevolking schuldig maakte. De GSPC heeft zich eind 2006 aangesloten bij het wereldwijde terroristennetwerk van Al Qaida en veranderde haar naam in Groep Al Qaida in de Islamitische Maghreb.